# Глиптодонтины
Глиптодонтины (лат. Glyptodontinae) — подсемейство млекопитающих семейства Chlamyphoridae отряда броненосцев.

## Описание
Известны из верхнего эоцена — плейстоцена Южной Америки и позднего плиоцена — плейстоцена Северной Америки. Глиптодонты были крупными зверями: самые большие достигали длины более 3 м и веса до 2 тонн. Тело глиптодонтов было покрыто костными щитками или сплошным панцирем, как у черепах. Короткие конечности имели широкие копытообразные когти. Череп небольшой; резцы и клыки отсутствовали; высокие призматические зубы указывают на питание жёсткой растительной пищей. Вымерли в начале голоцена, около 10—12 тыс. лет назад; причиной вымирания, вероятно, была охота на них древних людей.
У собственно глиптодонов (Glyptodon) спинные пластины срастались, образуя куполообразный панцирь, из-за чего они напоминали гигантских сухопутных черепах. У дедикурусов (Doedicurus) на конце хвоста развивалась костная булава, с помощью которой они отражали нападение хищников. Семейство насчитывало свыше 10 родов.
Анализ митохондриальной ДНК, сохранившейся в ископаемых остатках представителя рода дедикурусы (Doedicurus) показал, что подсемейство Glyptodontinae входит в составе семейства Chlamyphoridae, представленного сегодня плащеносным броненосцем (Chlamyphorus truncatus) и гигантским броненосцем (Priodontes maximus).

## Классификация
В подсемейство включают следующие вымершие роды:
- Asterostemma
- Castellanosia
- Chlamydotherium
- Clypeotherium
- Daedicuroides
- Doedicurus
- Eleutherocercus
- Eucinepeltus
- Glyptatelus
- Glyptodon
- Glyptodontidium
- Glyptostracon
- Glyptotherium
- Heteroglyptodon
- Hoplophorus
- Lomaphorus
- Metopotoxus
- Neoglyptatelus
- Neosclerocalyptus
- Neothoracophorus
- Neuryurus
- Pachyarmatherium
- Palaehoplophorus
- Panochthus
- Paraglyptodon
- Parapropalaehoplophorus
- Plaxhaplous
- Prodaedicurus
- Propalaehoplophorus
- Pseudoneothoracophorus
- Sclerocalyptus
- Stromatherium
- Xiphuroides

### Отдельные представители
- Boreostemma pliocena — обитал на территории Венесуэлы около 6,8—4,0 млн лет назад. Был описан в 2008 году по останкам остеодермы[5].